# Актасти (Жуалинський район)
Актасти́ (каз. Ақтасты) — село у складі Жуалинського району Жамбильської області Казахстану. Входить до складу Кошкаратинського сільського округу.
До 1992 року село називалося Некрасовка.
Населення — 242 особи (2021; 305 у 2009, 293 у 1999, 344 у 1989).